# Noblesa espanyola
La noblesa espanyola comprèn aquelles persones que posseeixen un estatus de noblesa hereditària segons les lleis i tradicions de la monarquia espanyola, seguint un sistema de títols i honors d'Espanya i dels regnes anteriors. Alguns nobles posseeixen diversos títol que poden ser heretats i bé creats; aquest darrer sistema és una prerrogativa del rei d'Espanya.
Existeixen alguns títols i famílies que s'han transmès l'estatus de noblesa des de temps immemorials. Algunes famílies aristocràtiques utilitzen la partícula de noblesa de abans del seu cognom. Durant la dictatura de Franco es concediren alguns nous títols a individuals i es reconegueren oficialment els títols atorgats pels pretendents carlistes.
Tot i l'accés al tron d'Espanya de Joan Carles I el 1975, la cort de nobles que tenia posicions relacionades amb la casa reial no fou restaurada. Els posseïdors de títols nobles estan subjectes a taxació, a diferència de quan hi havia l'Antic Règim espanyol, que n'estaven exempts. El rei Joan Carles I continuà amb la tasca de conferir títols a persones que dugueren a terme serveis públics, creacions artístiques, assoliments personals, filantropia, etc. i que, per tant, considera que beneficiaren la nació espanyola.

## Títols reials d'Espanya

### Títols de la Casa Reial
Els títols de la Casa Reial són un tipus especial de títol nobiliari que no es regeix per les mateixes normes que la resta. Es tracta de títols graciables, concedits pel rei a membres de la seva Família amb caràcter vitalici. Les següents dignitats, associades a la Corona, no poden ser considerades «títols nobiliaris»:
- Rei o reina d'Espanya: és el titular de la Corona d'Espanya.
- Príncep d'Astúries o princesa d'Astúries: és l'hereu de la Corona d'Espanya.
- Infant d'Espanya: tots els fills del rei que no tinguin la dignitat de príncep i els fills d'aquest tenen la condició d'infant. A més, el rei té la facultat de concedir aquesta dignitat a altres persones.

## Títols nobiliaris d'Espanya

### Títols nobiliaris ambGrandesa d'Espanya
Se'ls tracta d'excel·lentíssims senyors.
- Duc
- Marquès
- Comte
- Vescomte
- Baró
- Senyor
- Grandesa personal

### Títols nobiliaris senseGrandesa d'Espanya
Se'ls tracta d'il·lustríssims senyors.
- Marquès
- Comte
- Vescomte
- Baró
- Senyor
- Cavaller